# 帕卡斯馬約省
帕卡斯馬約省（西班牙語：Provincia de Pacasmayo），是秘魯的省份，位於該國西北部拉利伯塔德大區，首府是聖佩德羅德約克，始建於1864年11月23日，面積1,127平方公里，2014年人口103,331，人口密度每平方公里63人。
7°25′40″S 79°30′13″W / 7.42778°S 79.50361°W